# Pfalz E.I-VI

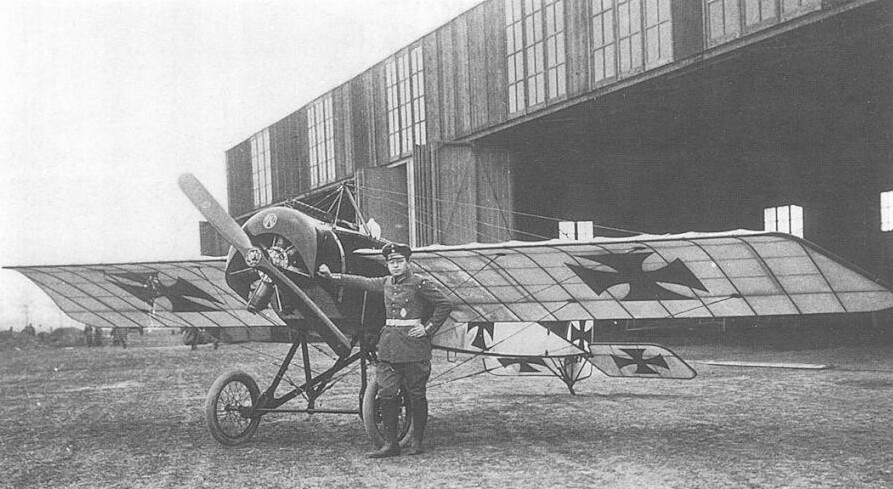
Die Pfalz E.I, ein Kampfeinsitzer aus dem Jahr 1915

Die Pfalz E.-Typen waren zusammen mit den Fokker-Eindeckern die ersten deutschen Jagdflugzeuge im Ersten Weltkrieg.

## Entwicklung
Die bisher vor allem mit dem Nachbau von französischen Morane-Eindeckern beschäftigten Pfalz-Flugzeugwerke begannen 1915 wie ihr Konkurrent Fokker den Bau von Kampfeindeckern. Nachdem bereits einige Pfalz-Schirmeindecker mit Maschinengewehren (MG) ausgerüstet worden waren, entschied sich Pfalz nun ebenso wie Fokker, sich auf das Konstruktionsprinzip eines Mitteldeckers mit Verspannung zu konzentrieren.
Die E.I war ein fast naturgetreuer Nachbau der Morane-Saulnier H. Sie besaß gleichbleibend tiefe, an der Spitze abgerundete Flügel, die zur Quersteuerung am Rumpf gelenkig angebracht waren, einen rechteckigen Rumpf mit viereckigem Cockpitausschnitt, die hufeisenförmig geöffnete Motorabdeckung aus Aluminium. Als Bewaffnung war ein synchronisiertes MG leicht nach rechts versetzt auf dem Rumpf eingebaut, das durch den Propellerkreis feuerte.
Auch bei der E.II änderte sich das Konstruktionsprinzip wenig, sie erhielt jedoch den mit 100 PS etwas stärkeren Umlaufmotor der Motorenfabrik Oberursel.
Mit der ansonsten baugleichen E.III kehrte Pfalz Ende 1915 zum Hochdecker zurück. Hier waren die Tragflächen an einem Spannturm angeschlossen und wie beim Morane-Parasol über dem Cockpit trapezförmig ausgeschnitten. Auch wurde der 100-PS-Siemens & Halske Sh.I-Motor eingebaut, da die Produktion von Oberursel-Motoren bereits ausgelastet war.
Von den weiteren Typen E.IV bis E.VI wurden nur wenige gebaut. Auch der D4 als Weiterentwicklung der E-Typen zum Doppeldecker entstand lediglich als Prototyp.

## Einsatz
Die Pfalz-Eindecker standen trotz guter Leistungsdaten im Schatten der wendigeren und leistungsfähigeren Fokker-Eindecker. Sie galten 1916 als veraltet und wurden bis Mitte des Jahres weitgehend aus den Fronteinheiten abgelöst. Nur noch in Palästina bei der Fliegerabteilung 300, an der Ostfront und möglicherweise auch auf dem Balkan wurde die Pfalz-Eindecker noch eine Zeitlang weiterverwendet, wo sie als Begleitjäger für Aufklärungsflugzeuge eingesetzt wurden.
Eine Pfalz E.II wurde am 17. Juli 1916 an die k.u.k. Marine abgegeben und als A10 bis zum 1. März 1917 als Abfangjäger zum Schutz von Pola eingesetzt.
Geschwindigkeitsvergleich Kampfeinsitzer im Einsatz 1915/16
| Baumuster         | Typ   | geliefert | Jahr    | km/h |
| ----------------- | ----- | --------- | ------- | ---- |
| Fokker            | E.I   | 56        | 1915    | 130  |
| Fokker            | E.II  | 23        | 1915    | 132  |
| Fokker            | E.III | 258       | 1915    | 140  |
| Fokker            | E.IV  | 40        | 1915–16 | 160  |
| Hanuschke         | E.I   | 6         | 1915    | 130  |
| Pfalz             | E.I   | 74        | 1915    | 145  |
| Pfalz             | E.II  | 80        | 1915    | 145  |
| Pfalz             | E.III | 20        | 1915–16 | 160  |
| Pfalz             | E.IV  | 24        | 1916    | 160  |
| Pfalz             | E.V   | 20        | 1916    | 165  |
| Pfalz             | E.VI  | 20        | 1916    | ?    |
| Siemens-Schuckert | E.I   | 20        | 1916    | 140  |
| Siemens-Schuckert | E.III | 6         | 1916    | 140  |
| Gesamt            |       | 641       |         |      |

## Technische Daten
| Kenngröße             | E.I                                                                        | E.II                                                                | E.III                                                                       | E.IV                                                                  | E.V                                                                         | E.VI                                                                |
| --------------------- | -------------------------------------------------------------------------- | ------------------------------------------------------------------- | --------------------------------------------------------------------------- | --------------------------------------------------------------------- | --------------------------------------------------------------------------- | ------------------------------------------------------------------- |
| Baujahr               | 1915                                                                       | 1916                                                                | 1916                                                                        | 1916                                                                  | 1916                                                                        |                                                                     |
| Einsatzzweck          | Jagdflugzeug                                                               | Jagdflugzeug                                                        | Jagdflugzeug                                                                | Jagdflugzeug                                                          | Jagdflugzeug                                                                | Jagdflugzeug                                                        |
| Besatzung             | 1                                                                          | 1                                                                   | 1                                                                           | 1                                                                     | 1                                                                           | 1                                                                   |
| Länge                 | 6,30 m                                                                     | 6,45 m                                                              | 6,85 m                                                                      | 6,60 m                                                                | 6,60 m                                                                      | 6,45 m                                                              |
| Spannweite            | 9,26 m                                                                     | 10,20 m                                                             | 11,20 m                                                                     | 10,20 m                                                               | 10,20 m                                                                     | 10,20 m                                                             |
| Höhe                  | 2,55 m                                                                     | 2,55 m                                                              | 3,40 m                                                                      | 2,55 m                                                                | 2,60 m                                                                      | 2,55 m                                                              |
| Flügelfläche          | 14,40 m²                                                                   | 16,00 m²                                                            | 18,50 m²                                                                    | 16,00 m²                                                              | 16,00 m²                                                                    | 16,00 m²                                                            |
| Flügelstreckung       | 6,0                                                                        | 6,5                                                                 | 6,8                                                                         | 6,5                                                                   | 6,5                                                                         | 6,5                                                                 |
| Leermasse             | 345 kg                                                                     | 410 kg                                                              | 445 kg                                                                      | 471 kg                                                                | 510 kg                                                                      |                                                                     |
| Startmasse            | 535 kg                                                                     | 620 kg                                                              | 705 kg                                                                      | 694 kg                                                                | 696 kg                                                                      |                                                                     |
| Triebwerk             | luftgekühlter Siebenzylinder-Umlaufmotor Oberursel-Gnôme U 0 80 PS (59 kW) | luftgekühlter Neunzylinder-Umlaufmotor Oberursel U I 100 PS (74 kW) | luftgekühlter Neunzylinder-Umlaufmotor Siemens & Halske Sh.I 110 PS (81 kW) | luftgekühlter 14-Zylinder-Umlaufmotor Oberursel U III 160 PS (118 kW) | flüssigkeitsgekühlter Sechszylinder-Reihenmotor Mercedes D I 105 PS (77 kW) | luftgekühlter Neunzylinder-Umlaufmotor Oberursel U I 100 PS (74 kW) |
| Höchstgeschwindigkeit | 145 km/h in NN                                                             | 150 km/h in NN                                                      | 150 km/h in NN                                                              | 160 km/h in NN                                                        | 165 km/h in NN                                                              |                                                                     |
| Steigzeit auf 1000 m  |                                                                            |                                                                     | 3 min                                                                       |                                                                       |                                                                             |                                                                     |
| Steigzeit auf 2000 m  | 12 min                                                                     | 9:45 min                                                            |                                                                             | 8:30 min                                                              |                                                                             |                                                                     |
| Steigzeit auf 3000 m  |                                                                            |                                                                     | 23 min                                                                      | 19 min                                                                |                                                                             |                                                                     |
| Dienstgipfelhöhe      | 3300 m                                                                     |                                                                     | 4000 m                                                                      |                                                                       |                                                                             |                                                                     |
| Reichweite            | 180 km                                                                     | 220 km                                                              | 250 km                                                                      | 150 km                                                                | 180 km                                                                      |                                                                     |
| Flugdauer             | 2 h                                                                        | 2 h                                                                 |                                                                             |                                                                       |                                                                             |                                                                     |
| Bewaffnung            | 1 MG                                                                       |                                                                     |                                                                             |                                                                       |                                                                             |                                                                     |